# Szostka (województwo kujawsko-pomorskie)
Szostka (do 31 grudnia 2011: Szostka Duża) – wieś w Polsce położona w województwie kujawsko-pomorskim, w powiecie radziejowskim, w gminie Radziejów.

## Historia
Najstarsze ślady bytności człowieka na tych terenach sięgają epoki brązu. Jednak najlepiej zachowały się elementy archeologiczne świadczące o zachowanym grodzisku wczesnośredniowiecznym. Jest to stara wieś kujawska, według Słownika geograficznego (1892 r.) wzmiankowana w sfałszowanym dokumencie Mieszka 1103 r. (Kod. Wielkopol. I nr 33) i za książąt kujawskich (KD.P.I 166). Tamtejsza ludność należała do kościoła parafialnego w Bronisławiu którego początki związane są z zakonem s. Norbertanek. Jednak w XVI wieku przechodzi pod administrację kościelną do nowo utworzonej parafii w Broniewie. W źródłach historycznych Szostka występuje jako Szóstka (CDP, II nr 295) lub Sosnka.

## Podział administracyjny
W latach 1975–1998 miejscowość administracyjnie należała do województwa włocławskiego. 1 stycznia 2012 nastąpiła zmiana nazwy wsi z Szostka Duża na Szostka.

## Demografia
Według Narodowego Spisu Powszechnego (III 2011 r.) liczyła 199 mieszkańców. Jest jedenastą co do wielkości miejscowością gminy Radziejów.